# Rendszám (halmazelmélet)
A rendszám a halmazelmélet egyik alapfogalma.

## Definíció
Egymással izomorf jólrendezett halmazok közös tulajdonságát nevezzük rendszámnak. Azaz, minden jólrendezett halmaznak van rendszáma és két jólrendezett halmaz rendszáma pontosan akkor azonos, ha izomorfak.

## Alaptulajdonságok
Rendszámok rendezése: azt mondjuk, hogy az α rendszám kisebb a β rendszámnál (jelben α<β), ha a következő igaz: ha (A,<) egy α rendszámú jólrendezett halmaz, (B,<) egy β rendszámú jólrendezett halmaz, akkor (A,<) izomorf (B,<) egy elem által alkotott kezdőszeletével.
Erre a relációra a következő tulajdonságok teljesülnek:
- irreflexivitás: α<α sosem igaz,
- tranzitivitás: ha α<β<γ akkor α<γ,
- trichotómia: ha α, β rendszámok, akkor α<β, α=β és β<α közül pontosan az egyik igaz.
- jólrendezés: rendszámok tetszőleges nemüres halmazának vagy osztályának van legkisebb eleme.
- egy α rendszámnál kisebb rendszámok jólrendezett halmazt alkotnak, melynek rendszáma α.

## Rendszámok osztályozása
A rendszámokat a náluk kisebb rendszámok A halmaza alapján osztályozzuk.
- Ha A üres, akkor a rendszám a nulla.
- Ha A-nak van legnagyobb β eleme, akkor a szóban forgó rendszám β rákövetkezője.
- Egyébként pedig limeszrendszám.

Minden véges (nem nulla) rendszám rákövetkező rendszám. A legkisebb limeszrendszám a szokásos rendezéssel ellátott természetes számok rendszáma; jele az ω.

## Műveletek

### Összeadás
az összeadandó rendszámok reprezentáns halmazait egymás mögé írjuk.
Formálisan: ha {\displaystyle \langle (A_{i},<_{i}):i\in B\rangle } jólrendezett halmazok jólrendezett sorozata, akkor az
{\displaystyle A=\{\langle i,a_{i}\rangle :i\in B,a_{i}\in A_{i}\}} halmazon a lexikografikus rendezés
({\displaystyle \langle i,a_{1}\rangle <\langle j,a_{2}\rangle }, ha {\displaystyle i<j\vee (i=j\wedge a_{1}<_{i}a_{2})}) jólrendezés;
ennek rendszámát nevezzük {\displaystyle \left(A_{i},<_{i}\right)} rendszámai összegének.
Ebből következik, hogy a rendszámok összeadása nem kommutatív, hiszen {\displaystyle \omega +1\neq 1+\omega }. Ez onnan látható hogy az előbbi rendszámnak megfelelő halmazban van legnagyobb elem, míg az utóbbinak megfelelőben nincs. (Mellesleg {\displaystyle 1+\omega =\omega }.)

## A rendszámok nem alkotnak halmazt,
hiszen akkor ez az R halmaz jólrendezett lenne, lenne egy α rendszáma, ami eleme lenne R-nek és egyenlő lenne R nála kisebb elemei halmazának rendszámával, ami kisebb, mint R-é – ellentmondás.

## A Neumann-féle rendszámfogalom
Definiáljuk a rendszámokat transzfinit rekurzióval, a nála kisebb rendszámok halmazaként.
Ily módon minden rendszám halmaz, mégpedig olyan, amit az {\displaystyle \in } reláció jólrendez, és minden rendszám rendszáma saját maga.
Az első néhány rendszám: {\displaystyle \emptyset }, {\displaystyle \{\emptyset \}}, {\displaystyle \{\emptyset ,\{\emptyset \}\}}, …

### Megjegyzés
Valójában nem definiálhatjuk a rendszámokat transzfinit rekurzióval, mert ahhoz, hogy az működjön, már szükség van rendszámokra, tehát fölhasználnánk őket önmaguk definiálásához.
Ezért kerülő úton kell definiálni a Neumann-féle halmazokat: 

Egy X halmazt Neumann-rendszámnak nevezünk, ha
- X tranzitív, azaz {\displaystyle y\in x\in X} esetén {\displaystyle y\in X};
- {\displaystyle \left(X,\in \right)} jólrendezett.

Az így definiált Neumann-rendszámok ugyanazok, mint amiket transzfinit rekurzióval építenénk föl.
Azt, hogy ez megfelelő rendszámdefiníció, a következő tétel garantálja: Minden jólrendezett halmazhoz egyértelműen létezik vele izomorf Neumann-rendszám.